# ノートルダム大聖堂 (アミアン)
座標: 北緯49度53分42秒 東経02度18分06秒 / 北緯49.89500度 東経2.30167度
アミアンのノートルダム大聖堂（アミアンのノートルダムだいせいどう、仏語 Cathédrale Notre-Dame d'Amiens）は、フランスの北部都市アミアンにあるカトリック教会の聖堂。「アミアンにおける我らが貴婦人（聖母マリア）の大聖堂」という意味。しばしばアミアン大聖堂と略称される。
1981年、ユネスコの世界遺産に登録された（世界遺産ID162）。

## 概要
完全なものとしてはフランスで最も高い大聖堂である。室内空間もフランスで最も大きく、約200,000立方メートルに及ぶ。身廊のヴォールトは高さが42.30メートルあり、フランスで最も高いものである。
この記念碑的大聖堂があるアミアンはピカルディの主要都市で、パリから100キロメートル以上北に行ったところにあるソンム川渓谷にある。

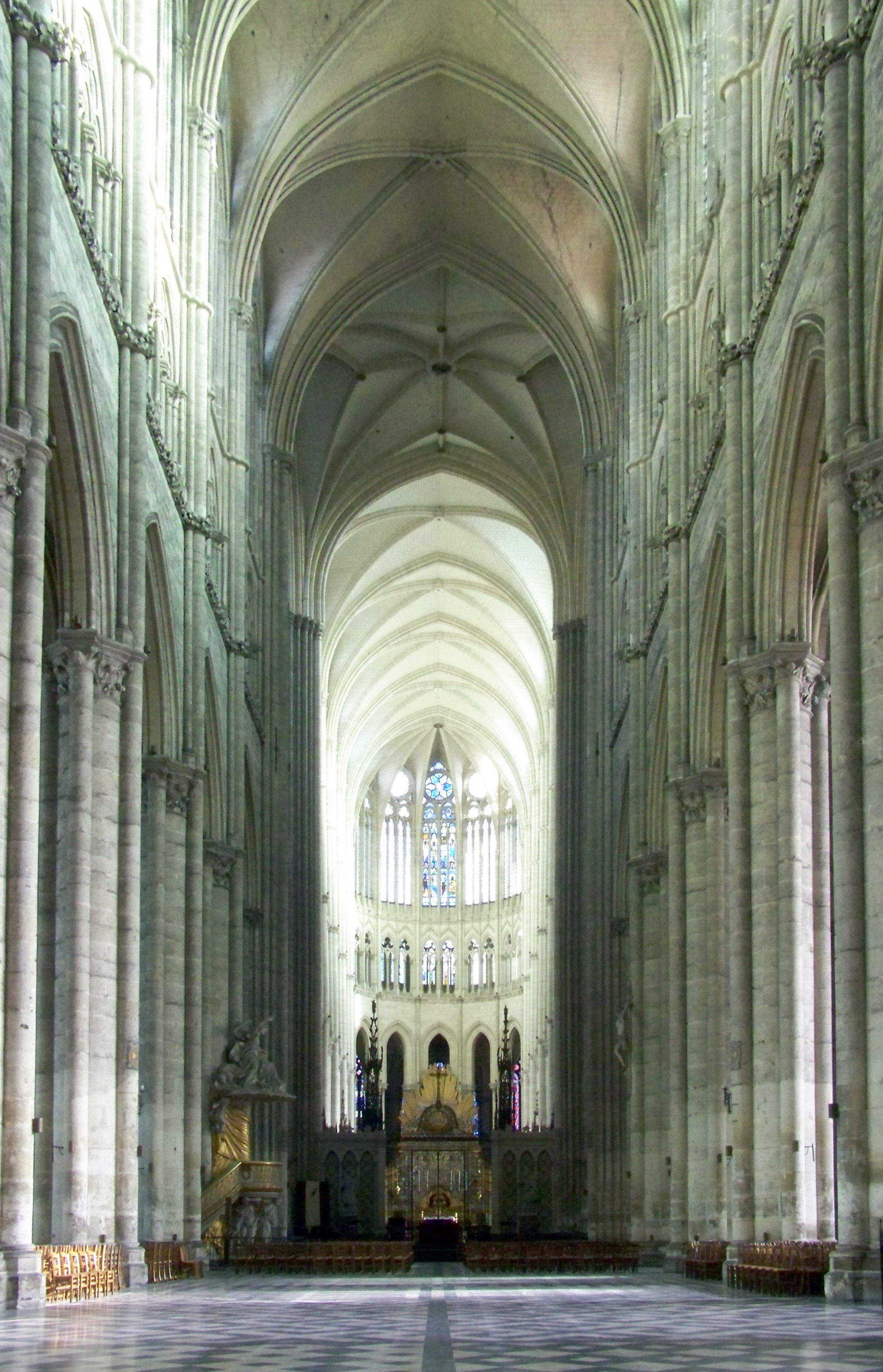
内部

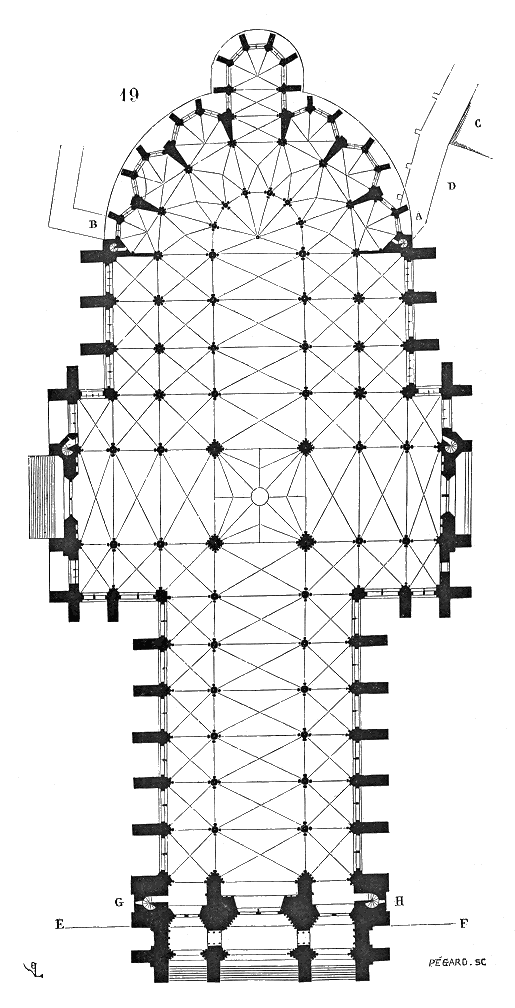
プラン

このゴシック様式の大聖堂の建築に関しては資料が不足している。参事会の公文所保管所を破壊した1218年の火事と、大聖堂そのものにダメージを与えた1258年の2度目の火事の結果と思われる。
司教エブラール・ド・フイイ（Evrard de Fouilly）が、1220年に大聖堂の建設事業を開始し、ロベール・ド・リュザルシュ（Robert de Luzarches）が1228年まで建築家を務め、トマ・ド・コルモン（Thomas de Cormont）が1258年までこれを引き継ぎ、さらに彼の息子のルノー・ド・コルモン（Renaud de Cormont）が、1288年まで建築家を務めた。
コルビーの年代記には、大聖堂の完成は1266年だと記録されているが、仕上げ作業はその後も続いた。
13世紀末には、大聖堂の建築に携わった建築家たちの名誉を称えるため迷路模様の敷石を床に施す慣例があり、アミアン大聖堂では1288年に上記の建築家、建築主の肖像が刻まれた敷石が設置され、最終的な完成とされた。
アミアン大聖堂には数多くの優れた装飾や彫像を見ることができ、その多くはこの大聖堂が捧げられた聖母マリアを中心に施されている。正面中央の扉口（ポルタイユ）には最後の審判が描かれ、その南側に聖母マリアの扉口、北側には聖フィルマンなどの聖人たちが描かれている扉口がある
。ティンパヌムや扶壁にも多くの彫像が見られ、バラ窓の下にはユダヤ王のギャラリーがある。
大聖堂にはバプテスマのヨハネの頭部といわれるものも存在する。この聖遺物は、第4回十字軍から帰還する際、コンスタンティノープルからワロン・ド・サルトン（Wallon de Sarton）がもたらした。
夏の夜と新年に行われる、ソン・エ・リュミエール（仏：Son et lumière）とよばれる音と光のショーでは、大聖堂のファサードを照らす。その際には、彫像が塗られたオリジナルの色を見ることができる。
アミアンのシステムは、他に比べて細部が豊かであり、即座に人を惹きつける魅力を持っている。1218年の火災後から工事が始まった際に、最初の建築家ローペル・ド・リュザルシュは、ファサードを含む教会堂全体の設計を行い、その結果1236年には既に外陣とトランセプトの側廊が完成していた。そして同建築家が内陣の側廊、周歩廊、さらに礼拝室の工事に関与した可能性があり、内陣とトランセプトの大アーケードより上の部分には、様式上の変化がみられ、このことより、上部は同建築家の後継者トマ・ド・コルモンとその息子であるレニョー・ド・コルモンによるものだと断定されている。外陣の側廊の最初の姿を考えるには、礼拝室を取り除かねばならないのだが、これらの礼拝室は外側に大きく突出した控壁の間に存在し、これは1292年以降に加えられたものである。つまり教会堂の外観は過激なまでに変化している。側廊の当初の窓は単純なトレーサリであったが、礼拝室がない状態で側廊を内側からみると、完全に閉じ込められた印象を与えるものである。中央の身廊は、とりわけ側廊からみると、現在のものより、ずっと圧倒的である。外陣に入ると、高くて長い印象があり、同時にピアの列に眼を奪われる。それぞれのピアの半分が次のピアに視覚的に重なるため、まるで舞台の袖の並びのようであり、側廊の存在は単に暗示されるだけのものとなってしまう。

## 登録基準
この世界遺産は世界遺産登録基準のうち、以下の条件を満たし、登録された（以下の基準は世界遺産センター公表の登録基準からの翻訳、引用である）。
- (1) 人類の創造的才能を表現する傑作。
- (2) ある期間を通じてまたはある文化圏において、建築、技術、記念碑的芸術、都市計画、景観デザインの発展に関し、人類の価値の重要な交流を示すもの。

## ギャラリー

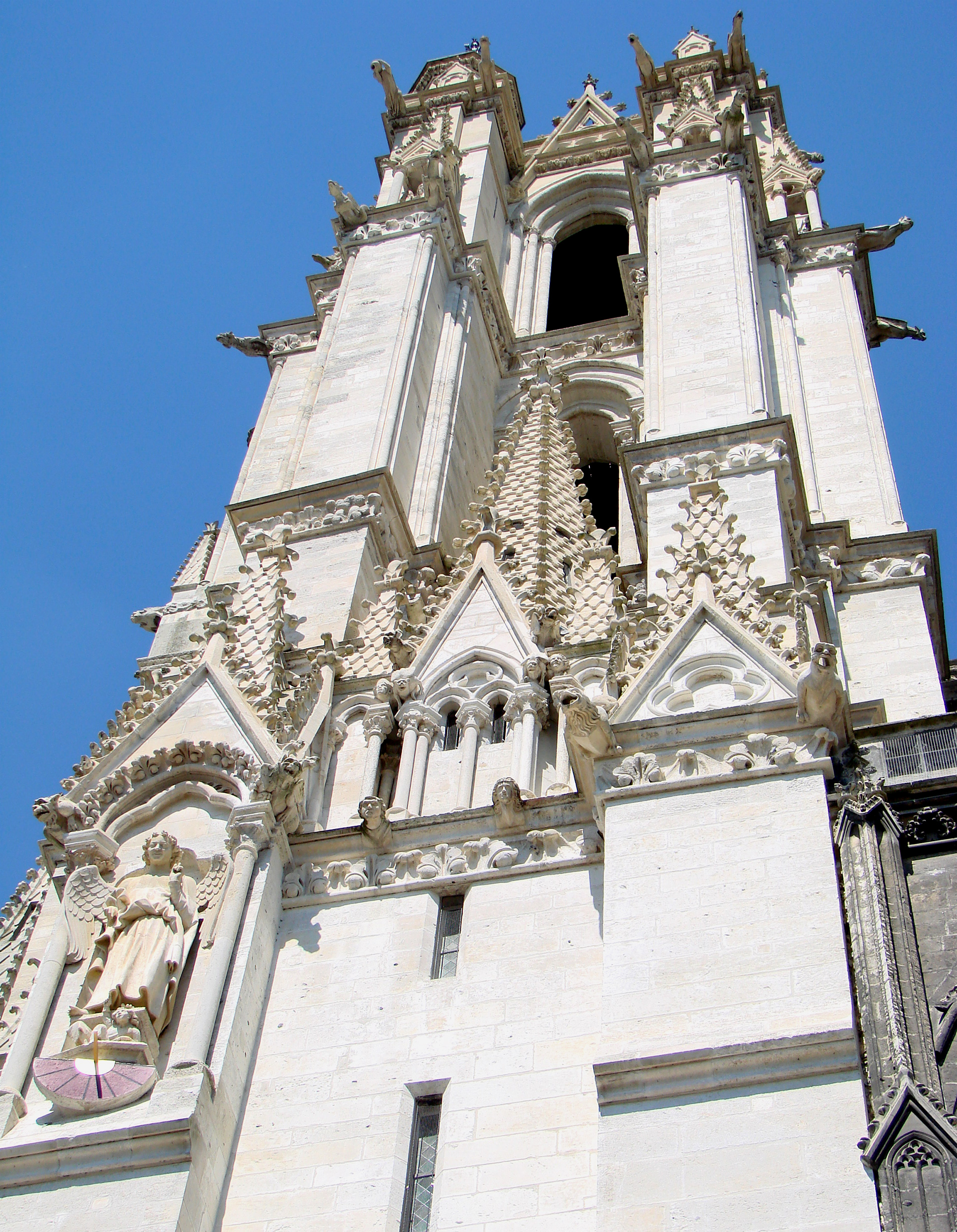
南側の塔
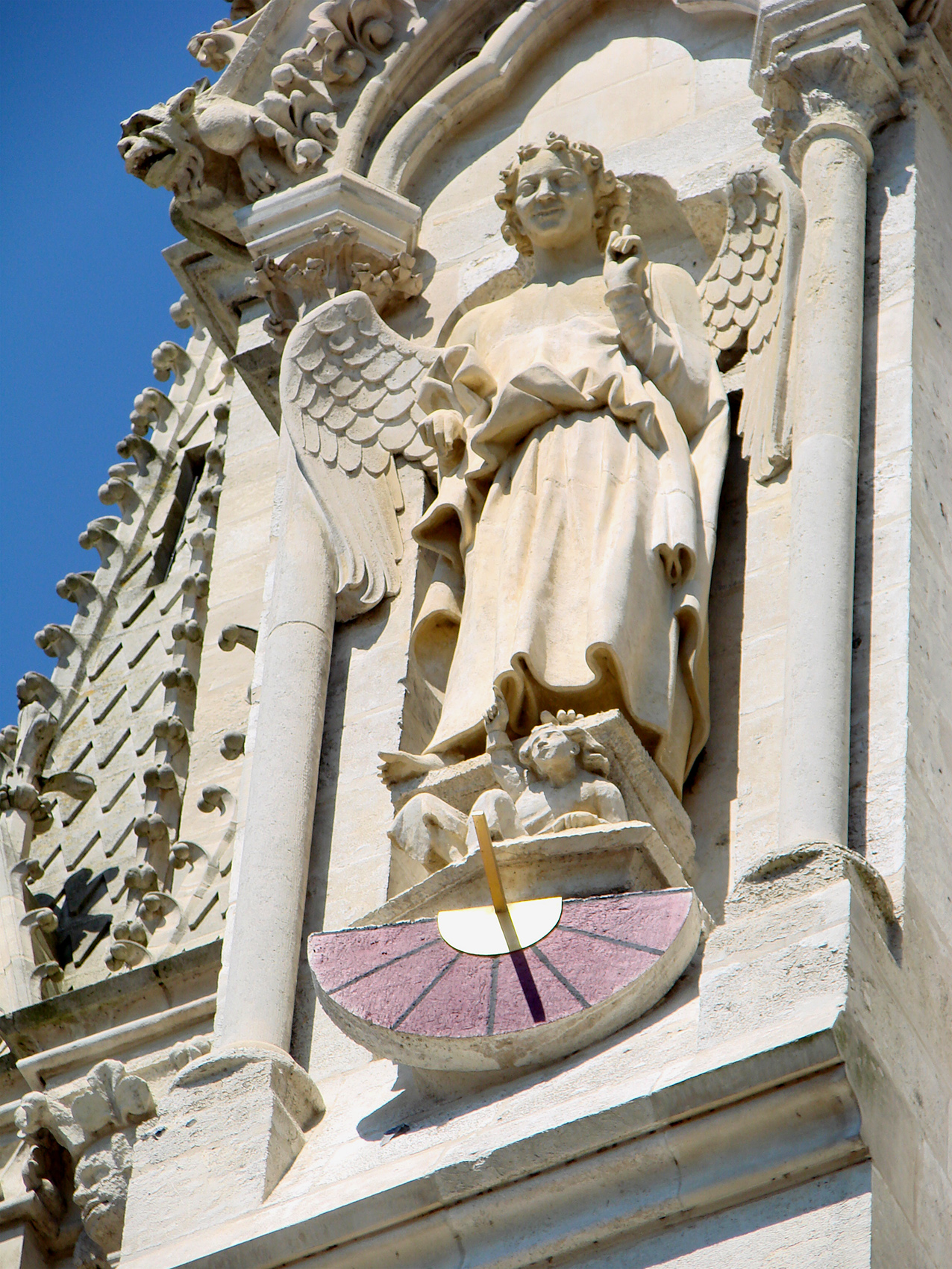
南塔「天使の日時計」
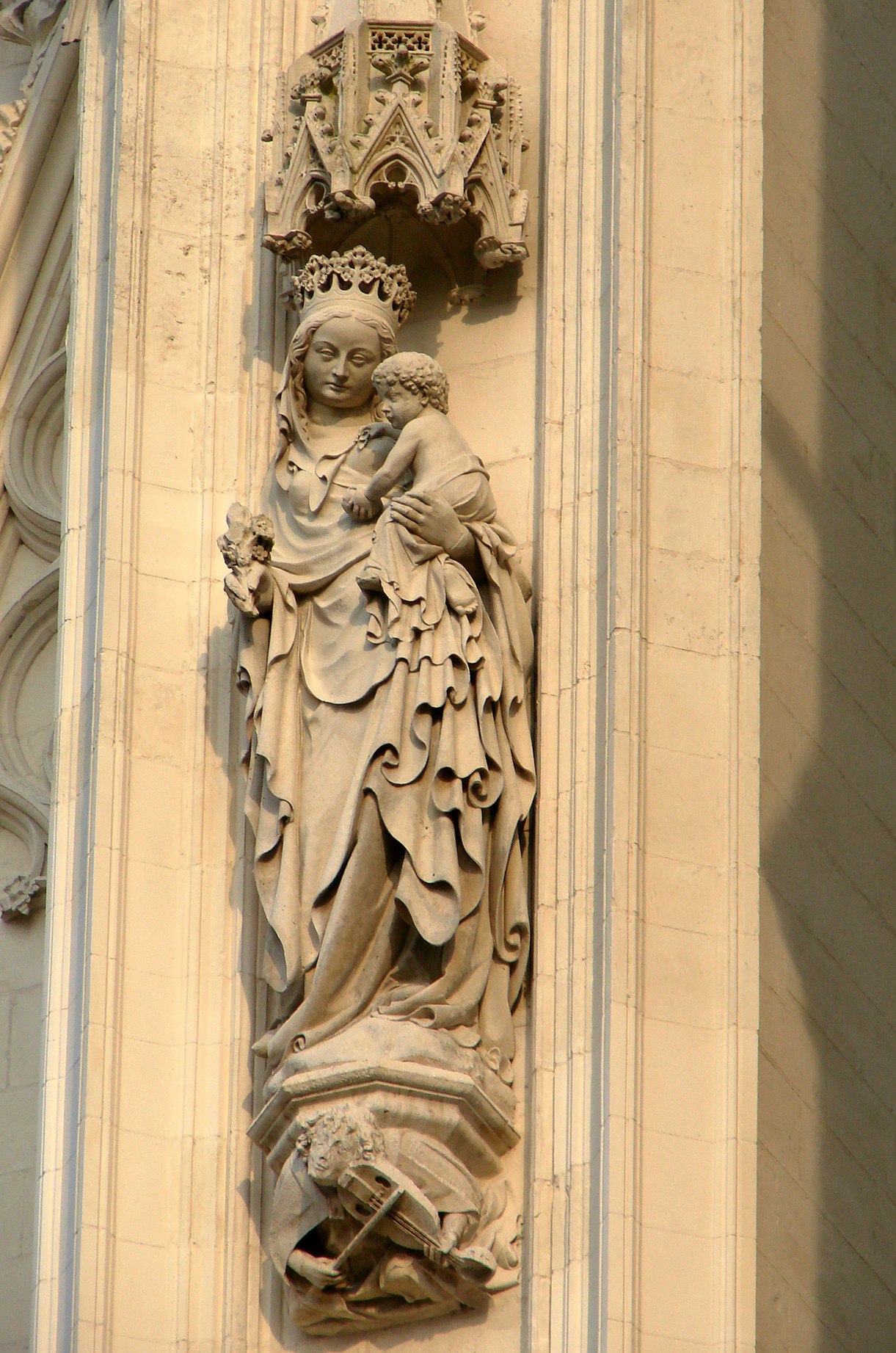
聖母子像
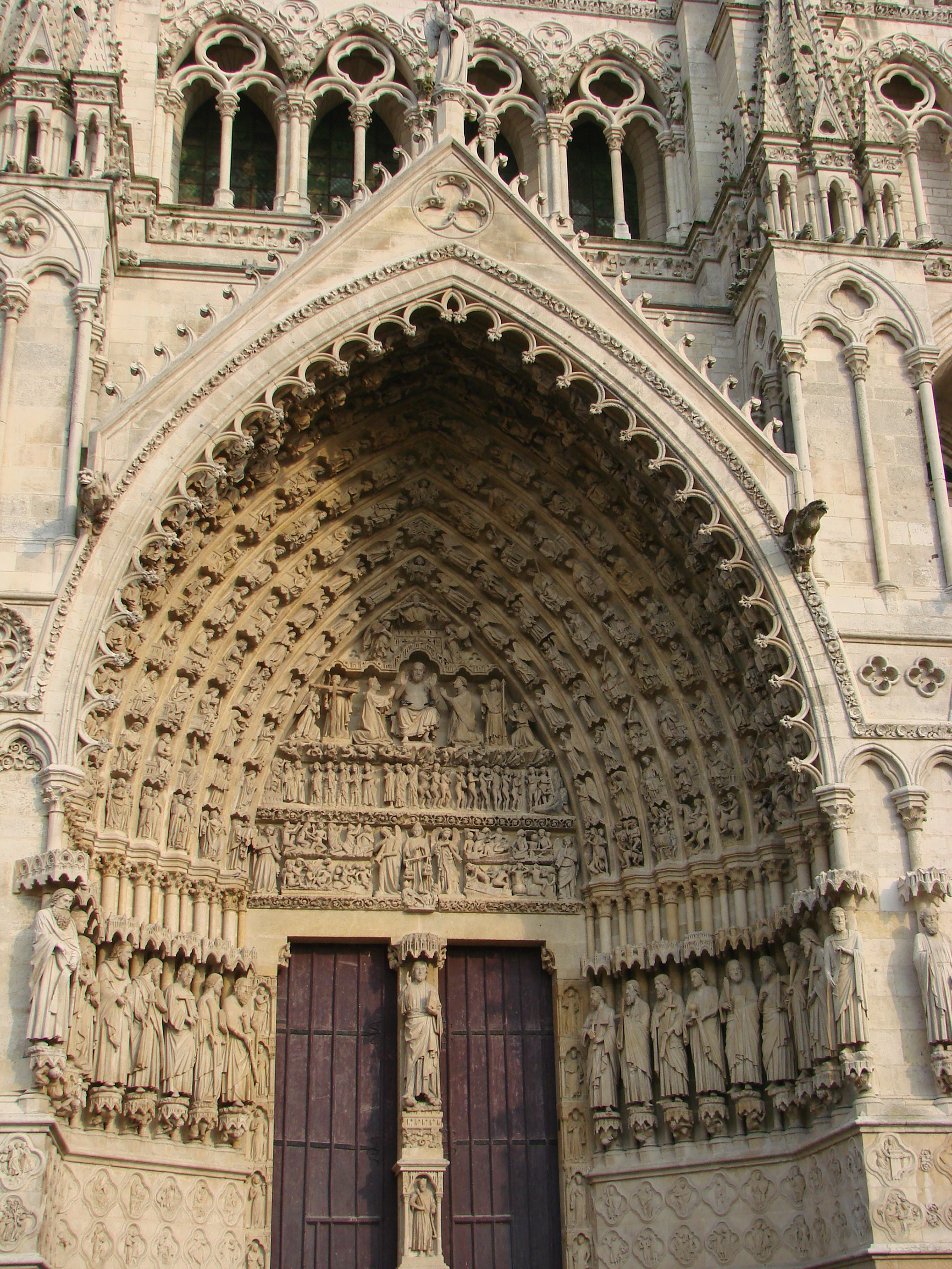
ファサードのポルタイユ（正面）